# Шилутський залізничний міст
Шилутський залізничний міст (лит. Šilutės geležinkelio tiltas) — залізничний міст через річку Шиша в м. Шилуте, Литва. Є частиною залізничної лінії Клайпеда-Пагегяй. Поєднує район залізничного вокзалу з південною частиною міста. Міст включено до Реєстру культурних цінностей Литовської Республіки, охороняється державою (код 4838).

## Історія
Міст побудований в 1875 році під час будівництва вузькоколійної залізниці Клайпеда-Пагегяй. У 1995 році міст був внесений до Реєстру культурних цінностей Литви.
У 2010—2011 роках міст був реконструйований в рамках модернізації залізничної лінії Клайпеда-Пагегяй. В ході робіт стару пролітну споруду було розібрано та замінено новими залізобетонними балками поверх аркових склепінь, облаштовано нову гідроізоляцію і водовідведення, посилено опори, очищено поверхні фасадів мосту. Роботи проводилися компанією Tilts.

## Конструкція
Міст залізобетонний, балковий, складається з п'яти прольотів, які, в свою чергу, складаються із залізобетонних балок, що спираються на кам'яні опори. З фасадів балки закрито 5 напівциркульними склепіннями. Довжина прольотів становить 13,55 м. Фасади мосту складені з бутового каменю, нижня частина арок — з цегли, поверхні опор облицьовані каменем. Над проміжними опорами облаштовані круглі отвори. Поручневе огородження металеве, з простим малюнком, завершується на підвалинах цегляними парапетами. Загальна довжина мосту складає 82,5 м, ширина — 8,7 м.